# Timo Wenzel
Timo Wenzel (Nuova Ulma, 30 novembre 1977) è un ex calciatore tedesco, di ruolo difensore.

## Carriera
Ha militato in prima divisione con Stoccarda e Kaiserslautern, e in seconda divisione con l'Augusta in Germania, per poi passare prima all'Omonia a Cipro e poi al Kerkyra in Grecia.

## Palmarès

### Club

#### Competizioni nazionali
- Campionato cipriota: 1

Omonia: 2009-2010
- Coppa di Cipro: 1

Omonia: 2011
- Supercoppa di Cipro: 1

Omonia: 2010

### Competizioni Internazionali
- Coppa Intertoto UEFA: 2

Stoccarda: 2000, 2002